# Pseudophichthys splendens
Pseudophichthys splendens – gatunek morskiej ryby węgorzokształtnej z rodziny kongerowatych (Congridae). Reprezentuje monotypowy rodzaj Pseudophichthys. Został opisany naukowo przez E. Lea w 1913 pod nazwą Leptocephalus splendens. 
Występuje w Oceanie Atlantyckim na głębokościach 37–1647 m p.p.m. Spotykany na mulistym podłożu. Dorosłe osobniki tego gatunku osiągają maksymalnie 38,7 cm długości całkowitej (TL). 
Gatunek ten figuruje w Czerwonej księdze gatunków zagrożonych Międzynarodowej Unii Ochrony Przyrody (IUCN) w kategorii najmniejszej troski (LC). Nie stwierdzono dla niego istotnych zagrożeń.